# Sport electronic

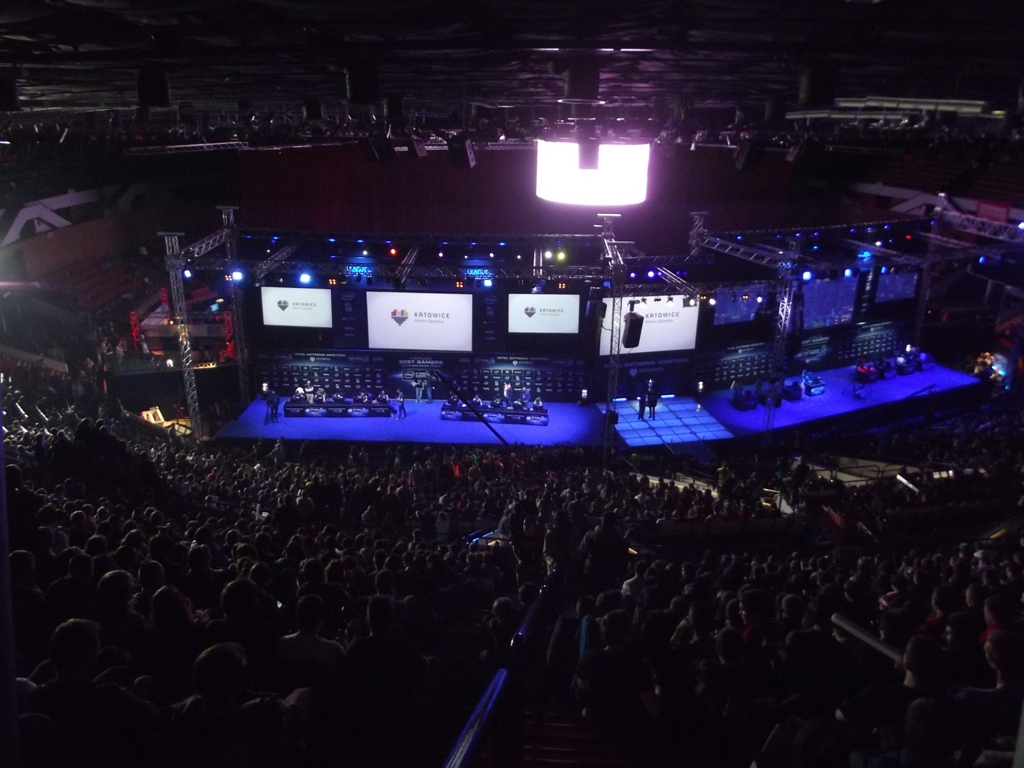
Desfășuarea unei competiții electronice în Katowice, Polonia

Sporturi electronice (prescurtat e-sports) este termenul care definește acțiunea de a practica la un nivel competițional și profesionist jocuri pe calculator. În prezent e-sportul Românesc a început să progreseze cu ajutorul unor organizații gen Electronic Sports League Arhivat în 9 august 2014, la Wayback Machine.(ESL), Professional Gamers League(PGL), Arena Cyber League Arhivat în 5 septembrie 2008, la Wayback Machine.(ACL).
Disponibilitatea tot mai mare a platformelor media de streaming online, în special YouTube și Twitch, au devenit esențiale pentru creșterea și promovarea competițiilor sportive. în ciuda faptului că audiența este de aproximativ 85% de sex masculin și 15% de sex feminin, cu o majoritate a spectatorilor cu vârste cuprinse între 18 și 34 de ani, Gamerii de sex feminin au jucat, de asemenea, profesional.   Popularitatea și recunoașterea sporturilor a avut loc pentru prima dată în Asia, si sunt, de asemenea, populare în Europa și America, cu evenimente regionale și internaționale care au loc în aceste regiuni.  

## Clanuri
Jucătorii profesioniști sunt împărțiți în general în clanuri sau clanuri multigaming. Un clan multigaming are în componență echipe sau jucătorii pentru mai multe jocuri, de exemplu Counter Strike, League of Legends, DOTA, Warcraft 3, Fifa sau Team Fortress 2.

## Cele mai populare jocuri video pentru pariurile eSports
Este greu de spus când au început pariurile pe e-sports, dar Starcraft este cel care i-a făcut pe unii celebri. Cel mai vizionat joc acum este League of Legends. Acesta este inspirat din Dota, dar într-o versiune mai simplificată, cu o grafică animată care îi atrage pe jucătorii online. Dota 2 este jocul aflat pe lista de pariuri care oferă cele mai mari plăți, cu premii de milioane de dolari. La joc participă 10 concurenți în 2 echipe de câte cinci, încercând să distrugă baza oponenților. Counter-Strike: Global Offensive este un alt joc e-sport foarte popular. Jucătorii încearcă să finalizeze diferite obiective pentru a câștiga jocul. Pariurile pe aceste meciuri se pot face înainte de începerea kickstart-ului.

## Counter Strike ca sport olimpic
În anul 2008 la olimpiada de la Beijing, Counter-Strike-ul a fost propus comisiei olimpice pentru introducerea acestuia ca sport olimpic, unde a fost și acceptat, iar Counter-Strike-ul a fost sport olimpic și la olimpiada din 2012 desfășurată în Londra, Marea Britanie.

## Dietă
Datorită faptului că se petrec multe ore în fața monitorului, fie în scopul antrenării, fie în turnee oficiale, jucătorii profesioniști au nevoie de un regim special care să conțină mâncăruri cât mai sănătoase, de asemenea, exercițiul fizic nu trebuie neglijat. Excesul de antrenament fără un regim special poate duce către nenumărate boli.

## Legături
- SportElectronic.ro Arhivat în 1 martie 2017, la Wayback Machine. Publicatie online despre sporturi electronice

1. ↑  Intelligence, Insider. „Esports Ecosystem in 2023: Key industry companies, viewership growth trends, and market revenue stats” (în engleză). Insider Intelligence. Accesat în 9 februarie 2023.
2. ↑  Gaudiosi, John. „Taipei Assassins Manager Erica Tseng Talks Growth Of Female Gamers In League Of Legends” (în engleză). Forbes. Accesat în 9 februarie 2023.
3. ↑  Gaudiosi, John. „Taipei Assassins Manager Erica Tseng Talks Growth Of Female Gamers In League Of Legends” (în engleză). Forbes. Accesat în 9 februarie 2023.
4. ↑  „eSports - Worldwide | Statista Market Forecast” (în engleză). Statista. Accesat în 9 februarie 2023.
5. ↑  „Esports Around The World: United States of America - Esports Insider”, Esportsinsider (în engleză), 22 martie 2022, accesat în 9 februarie 2023